# 土師盛貞
土師 盛貞（はし もりさだ、1888年（明治21年）4月19日 - 1946年（昭和21年）1月10日）は、朝鮮総督府官僚。

## 経歴
鹿児島県鹿児島市下竜尾町出身。1914年（大正3年）に高等文官試験に合格し、翌1915年（大正4年）に東京帝国大学法科大学政治科を卒業。石川県警部、同警視、和歌山県日高郡長を務めた。1920年（大正9年）、朝鮮総督府事務官に転じ、全羅南道警察部長、京畿道警察部長、逓信局海事課長、海員審判所長、殖産局商工課長・商工奨励館長を歴任した。1931年（昭和6年）、専売局長となり、翌年に平安北道知事に転じた。1935年（昭和10年）からは慶尚南道知事を務め、1937年（昭和12年）に退官した。
退官後は、朝鮮放送協会会長を務めた。